# Dysglobulinémie
Une dysglobulinémie ou gammapathie, est une anomalie au niveau des globulines sériques.
La plus fréquente touche les gamma-globulines (ou anticorps) sécrétées par les plasmocytes. La prolifération d'un seul clone de plasmocytes conduit à la sécrétion en grande quantité d'un seul type d'anticorps : on lui donne le nom de gammapathie monoclonale, dépistée facilement par l'électrophorèse des protéines.
Dans la maladie de Kahler (appelée encore myélome multiple), la prolifération de plasmocytes dans la moelle osseuse entraîne une fragilisation excessive de l'os, des douleurs osseuses et des fractures pathologiques peuvent révéler la maladie.